# Das Schloß (1997)
Das Schloß ist ein österreichischer Fernsehfilm von Michael Haneke aus dem Jahr 1997. Er beruht auf dem gleichnamigen Prosafragment von Franz Kafka. Ulrich Mühe ist als Landvermesser K. zu sehen, Susanne Lothar als seine zeitweilige Geliebte Frieda. Tragende Rollen sind mit Frank Giering und Felix Eitner als K.s Gehilfen Artur und Jeremias besetzt. Nikolaus Paryla spielt den undurchsichtigen Vorsteher und André Eisermann den Boten Barnabas.

## Handlung
Der Landvermesser K. fragt an einem kalten Winterabend spätabends im dörflichen Wirtshaus Brückenhof nach einem Zimmer. Der Wirt verneint jedoch, will K. aber zu dessen großer Überraschung in der Wirtsstube auf der Ofenbank schlafen lassen, was K. annimmt. Nach einiger Zeit wird er vom Sohn des Schlosskastellans geweckt, der ihm mitteilt, dass niemand ohne eine Erlaubnis des Kastellans in der Gaststätte übernachten beziehungsweise sich im Gebiet des Schlosses aufhalten dürfe und K. habe eine solche Erlaubnis nicht, zumindest habe er eine solche nicht vorgezeigt. K. will wissen, in welches Dorf er sich verirrt habe. Als der Mann, dessen Name Schwarzer ist, weiter darauf besteht, dass K. gehen müsse, meint dieser, er sei der Landvermesser, den das Schloss habe kommen lassen. Seine Gehilfen mit ihren Apparaten würden ihm morgen mit dem Wagen folgen. Dann legt er sich wieder hin. Schwarzer telefoniert daraufhin. Widerstrebend muss er zur Kenntnis nehmen, dass das Schloss K. tatsächlich zum Landvermesser ernannt hatte.
Am anderen Morgen macht K. die Bekanntschaft des Dorflehrers, der ihn wissen lässt, dass niemand das Schloss möge und auch niemand den Grafen kenne, ohne das weiter zu erläutern. K. ist mutlos und ein wenig verärgert. Durch den tiefen Schnee stapft er in Richtung Schloss, ohne diesem aber näherkommen zu können. Wieder zurück in der Gaststätte stellen sich zwei junge Männer, Artur und Jeremias, als seine alten Gehilfen vor, ohne dass K. sie erkennt. Sie sehen sich ziemlich ähnlich, reagieren allerdings plan- und sinnlos und sind für K. eher ein Ärgernis als eine Hilfe. Als K. um die Erlaubnis nachsuchen will, mit seinen Gehilfen das Schloss betreten zu dürfen, und fragt, wann er kommen dürfe, erhält er die Antwort: „Niemals.“ Ein junger Mann namens Barnabas überbringt ihm jedoch eine Nachricht des Vorstehers, dass er dazu auserkoren sei, die Wünsche des Landvermessers entgegenzunehmen. Durch ein Missverständnis landet K. bei der Familie von Barnabas, die im Dorf aufgrund eines früheren Vorkommnisses verfemt ist. Seine Schwester Amalia widersetzte sich dem unsittlichen Ansinnen eines Schlossbeamten. Der Aufforderung eines Beamten widersetzt man sich aber nicht!
Nur wenig später macht K. im Herrenhof, einem Gasthof, in dem die Beamten der Schlossverwaltung verkehren, die Bekanntschaft von Frieda, die dort am Ausschank arbeitet und ihm erzählt, dass sie die Geliebte des Schlossbewohners Klamm sei. Als man dort nach K. sucht, weil er sich auch hier nicht ohne Erlaubnis aufhalten darf, schützt ihn Frieda und umarmt und küsst ihn wenig später und gibt sich ihm hin. Das hat zur Folge, dass man von ihm erwartet, dass er Frieda heiratet, was K. auch tun will. Dabei spielt auch eine Rolle, dass K. glaubt, dadurch eher Zugang zu Klamm und zum Schloss zu erhalten. Zuerst einmal aber will er mit dem Vorsteher sprechen, was ihm nach einigen vergeblichen Anlaufversuchen auch gelingt. Dieser teilt ihm jedoch unverblümt mit, dass kein Landvermesser gebraucht werde, nicht heute und auch nicht in Zukunft. Das Gespräch um die Bestellung K.s dreht sich im Kreis und endet für K. so unbefriedigend wie es begonnen hat. Zumindest hat K. nun eine Ahnung bekommen von der im Chaos versinkenden Bürokratie, die das Städtchen und ihre Einwohner fest im Griff hat, quälend langsam, umständlich und vom Ergebnis her eher zufällig ist. Angst, Unterwürfigkeit gegenüber dem Schloss und gegenseitiges Misstrauen prägen das Leben im Dorf.
Kurz darauf bietet man K. eine Stelle als Schuldiener an, auch wenn man einen solchen ebenso wenig brauche wie einen Landvermesser. K. lehnt ab. Frieda bittet ihn jedoch inständig, das Angebot anzunehmen. Er spürt die Angst, die sie beherrscht, ohne den genauen Grund zu kennen. So nimmt er die ihm offerierte Stelle erst einmal an. Seine Versuche, endlich einmal mit Klamm persönlich sprechen zu können, schlagen immer wieder fehl. Zwischen K. und Frieda kommt es zu grundlegenden Meinungsverschiedenheiten und Missverständnissen; die darin gipfeln, dass Frieda sich entschließt, in Kürze wieder an ihren alten Platz – den Ausschank – zurückzukehren.
K.s ganzes Bestreben ist nun darauf ausgerichtet, endlich Zugang zu Klamm respektive zum Schloss zu erhalten. Auch die Versprechen, die ihm von dem Beamten Bürgel, in dessen Zimmer K. zufällig gerät, gemacht werden, erweisen sich als leer, da dieser, wie sich später herausstellt, überhaupt keinen Einfluss hat. Erlanger, ein anderer Beamter, verlangt von K., dass er dafür sorgt, dass Frieda zurück an den Ausschank kommt, da eine Veränderung insoweit sich negativ auf Klamms Befinden auswirken könnte. Er ahnt nicht, dass Frieda sich schon längst entschlossen hat, in ihre alte Stellung zurückzukehren.
Dorfbewohner Gerstäcker wendet sich an K. und meint, er könne seine Stelle als Schuldiener ruhig aufgeben, er habe einen besser bezahlten Posten für ihn. K. meint zu ihm, während sie durch den Schneesturm stapfen, er wisse, warum Gerstäcker wolle, dass er mit ihm komme, um bei Erlanger etwas für ihn durchzusetzen. Gerstäcker gibt das auch zu. „Die Stube in Gerstäckers Hütte war nur vom Herdfeuer matt beleuchtet und von einem Kerzenstumpen, in dessen Licht jemand in einem Buche las. Es war Gerstäckers Mutter. Sie reichte K. die zitternde Hand und ließ ihn neben sich niedersitzen. Mühselig sprach sie, man hatte Mühe, sie zu verstehen. Aber was sie sagte …“ – „An dieser Stelle endet Franz Kafkas Fragment“ – der Film ebenfalls.

## Produktion

### Produktionsnotizen, Dreharbeiten
Produziert wurde der Film von der Wega Filmproduktionsgesellschaft mbH, Wien, in Zusammenarbeit mit dem  Österreichischen Rundfunk (ORF), Wien und dem Bayerischen Rundfunk (BR), München sowie Arte G.E.I.E., Straßburg. Die Produktionsleitung lag bei Michael Katz, die Aufnahmeleitung bei Thomas Pascher, die Aufnahmeleitung am Set bei Hannes Hämmerle. Gefördert wurde der Film vom Österreichischen Filminstitut (ÖFI), Wien, vom Wiener Filmfinanzierungsfonds (WFF), Wien, und vom Aktionsplan 16:9 der EU.
Die Filmaufnahmen entstanden 1997 in der Steiermark.

### Veröffentlichung
Der Film erlebte im Februar 1997 bei den Internationalen Filmfestspielen Berlin seine Premiere. Die Ausstrahlung im Programm des Senders ORF 2 erfolgte am 13. Dezember 1997.
Vorgestellt wurde der Film zudem am 6. September 1997 beim Toronto International Film Festival in Kanada und am 19. November 1997 beim Festival Internacional de Cine de Mar del Plata in Argentinien. In den Vereinigten Staaten wurde er im Oktober 1998 veröffentlicht. In Japan erfolgte eine Veröffentlichung am 24. Juni 2001 auf dem PIA Film Festival, in der Tschechischen Republik am 14. März 2004 auf dem European Union Film Festival, in Polen am 1. August 2017 auf dem Film and Art Festival Two Riversides und in Vietnam am 8. April 2018 auf dem Kafka-Festival. Veröffentlicht wurde der Film zudem in Brasilien, Frankreich, Griechenland, Ungarn, Portugal, Russland, Slowenien, in der Türkei und in der Ukraine. Der englische Titel lautet The Castle.
Am 19. November 2005 gab Alive den Film auf DVD heraus.

## Gedanken über Kafkas Romanfragment
Ebenso wie die Romanfigur K. gingen auch die Bestrebungen der Forschung dahin, zu ergründen, was es mit dem Schloß auf sich habe. Anfangs habe die „theologische Deutung“ dominiert, was vor allem auf Max Brod zurückgehe. So sei Das Schloss ein „Gleichnis der göttlichen Gnade“. Kafkas „Experiment der totalen Verneinung“ sei, analog dem Kampf des Helden K., nur ein Zeichen dafür, dass der Mensch von heute „Gott nur mehr als Abwesenden zu begreifen“ vermöge, „den er in seiner Not und Überzeugung, dass alles absurd“ sei, verspüre. So habe Albert Camus im Schloß „die Krise des zeitgenössischen Menschen“ gestaltet gesehen, „des isolierten Menschen, der die Welt nur als Projektion eigener Tendenzen und Triebe“ und nie die Welt an sich wahrnehme, warum er auch immer nur sich selbst finde. „Kafkas Epik, seine Briefe und sein Tagebuch“ würden es nahelegen, sich die „entleerte göttliche Autorität als weltliche“ vorzustellen: „als väterliche und politische Autorität“. Schon Walter Benjamin habe in Kafkas Werk „das uralte Vater-Sohn-Verhältnis als eine Konstante“ gesehen. Viel „deute darauf hin“, dass „die Beamtenwelt und die Welt der Väter für Kafka die gleiche ist“.
Dieter Wunderlich schrieb, dass Franz Kafka 1922 nach Spindlermühle im Riesengebirge zur Erholung gefahren sei und sich dort im Ortsteil Friedrichsthal im Hotel Krone einquartiert habe. Dort habe er die Szene geschrieben, in der K. in dem verschneiten Dorf eintreffe, die zum Beginn der Geschichte Das Schloss geworden sei. Das Dorf „– in dem energische Frauen den Ton angeben –“ liege „im Machtbereich eines Schlosses, dessen überperfektionierter und ausschließlich von Männern besetzter Verwaltungs- und Überwachungsapparat scheinbar ins papierene Chaos abzugleiten“ drohe, schrieb Wunderlich weiter. Für K. seien „Einzelheiten durchaus greifbar, aber das Übergeordnete bleibe unfassbar für ihn (und absurd für die Leser)“. Nicht erfahren würden wir, „über welche Machtmittel“ das Schloss verfüge, dessen Beamte offenbar „feudale Rechte“ beanspruchen würden, „besonders gegenüber Frauen“.
In einem Interview mit Stefan Grissemann und Michael Omasta äußerte Michael Haneke: „Die Kälte wird mir tatsächlich immer mehr zum Thema, das Verstummen der Menschen, die Kommunikationsunfähigkeit, die eigentlich von Anfang an ein Thema bei mir war, wird zu einer immer stärkeren Erfahrung.“

## Rezeption

### Kritik
Prisma zollte dem Film nur bedingt Anerkennung und führte aus: Nach einer Geschichte von Franz Kafka drehte Funny Games-Regisseur Michael Haneke einen zu gewollt kafkaesk wirkenden Film, der nur zeitweise den unerträglichen Seelenzustand und die furchtbare Situation, in der sich die Hauptperson befindet, widerspiegelt.|
Marcus Stiglegger vom Ikonenmagazin schrieb: „Auch Michael Haneke macht sich mit Das Schloss auf die Suche nach Bildern, den pessimistischen Visionen Kafkas entgegenkommen – und mit Hilfe seines gewohnten Ensembles entfaltet er einen durchaus anstrengenden und niederschmetternden Reigen, der viele Aspekte der Vorlage in eine gegenwartsorientierte Variante transportiert.“ Stiglegger befand weiter, „was ein Psychothriller“ hätte „sein“ können, werde bei Haneke „zur schleichend sich entfaltenden, monochromen Groteske, oft radikal reduziert und von beklemmender Langsamkeit – kein angenehmes Werk, aber es lohn[e] sich, Hanekes Version seine Aufmerksamkeit zu widmen, denn er [unternehme] das einzig Mögliche angesichts einer starken Vorlage“. Das Fazit lautete dann auch: „Er erobert die Fabel für sich neu und präsentiert ein eigenständiges filmisches Kunstwerk, das Hanekes genuines kinematographisches Talent belegt.“
Frank van den Ven bewertete den Film für Cinemagazine. Im Schloss werde die Sinnlosigkeit des Daseins von der Bürokratie berührt. Wenn etwas in diesem Leben bedeutungslos sei, dann sei es der unnötige Aufwand, den die von Menschen entwickelten Regeln mit sich bringen würden. Haneke habe eine originalgetreue Adaption des Buches auf die Leinwand gebracht und die berühmte Geschichte klar  erzählt. Leider dauere der Film viel zu lange und halte die Spannung nicht. Das sei schade, denn Haneke sei jemand, der Qualität garantiere. Auch wenn die typischen Haneke-Merkmale sichtbar seien, man denke nur an die kalte Atmosphäre und die nüchternen Bilder, fühle sich dieser Film nicht wie ein vollwertiges Werk des Meisters an. Die Charaktere würden flach bleiben und es gebe keine schockierende endgültige Schlussfolgerung. Das Schloß sei wohl des Österreichers bisher schlechtester Film. Der Filmemacher sei besser beraten, seine eigenen Geschichten zu erzählen. Dies sei jedoch ein mutiger Versuch. Haneke probiere etwas Neues aus, schaffe es aber nicht, einen faszinierenden Film zu produzieren.
Ezequel Iván Duarte von El Zapato De Herzog führte aus, das Übergewicht erdiger Farben sei ein Zeichen für die ländliche Einfachheit und Feindseligkeit der Menschen und ihrer Bewohner sowie für eine Zwielichtstimmung, die auf Müdigkeit und vorübergehende Lähmung schließen lasse, die durch die ständige Wiederholung ähnlicher Situationen ohne Fortschritt oder Veränderung hervorgerufen werde. Die extradiegetische Erzählweise ohne unterstützende Musik fühle sich an wie eine Form von Trockeneis. In seiner Wiedergabetreue fehle es dem Film an echtem dramatischen Fortschritt. Eingebaut sei sogar die Stimme eines gleichberechtigten Erzählers, der Gefühle erkläre und Dialoge ersetze. Mehrdeutigkeit sei eines der mächtigsten Merkmale des kafkaesken Humors. Die absurden bürokratischen Situationen und das lächerliche Verhalten vieler Charaktere bewirkten gleichzeitig eine Anmut, die insbesondere bei fortlaufenden Ereignissen und deren ständiger Wiederholung, eine Abnutzung des Protagonisten hervorrufe, die sich oft in der Unmöglichkeit manifestiere. Humor und Verzweiflung zu verbinden sei eine schwierige Kunst.
Gürkan Kilicaslan schrieb zur Leistung der Schauspieler, dass es Haneke gelungen sei, viele auffällige Charaktere und Momente zu schaffen. Die jungen Männer, die K. als Assistent zur Verfügung gestellt bekomme und von Frank Giering (einem talentierten Schauspieler, der schon im Alter von 38 Jahren verstorben sei) und Felix Eitner mit großen Geschick gespielt würden, würden eine direkte Brise aus Kafkas Roman auf die Leinwand tragen. Der 2007 verstorbene Ulrich Mühe liefere eine meisterhafte Darstellung von Kälte, die zu Haneke passe, als auch von Verlorenheit und Rätselhaftigkeit. Diese Figur sei das mächtigste Element des Films und Haneke habe diese meisterhaft auf die Leinwand gebannt. Die Wertschätzung gehe auch an Susanne Lothar als Frieda und André Eisermann als Barnabas.
Ed Howard von Only the Cinema schrieb am Ende seiner Bewertung, einer der entscheidenden Punkte sowohl des Films als auch des Romans sei die Art und Weise, in der eine unmenschliche Bürokratie die Menschen auf ein begrenztes Eigeninteresse reduziere, wodurch sie nicht in der Lage seien, sinnvolle Verbindungen zu entwickeln, außer auf der Basis dessen, was sie für sich selbst wollen. Natürlich sei das ein Thema, das Haneke sehr nahe komme, und der Film füge sich gut in die persönliche Arbeit des Regisseurs ein und unterstreiche seine typischen Entfremdungsthemen und die Grausamkeiten, die durch Regierungs- und Gesellschaftssysteme hervorgerufen werden würden. Es sei ein faszinierender Film, vor allem, weil er auf einem wirklich komplexen und kraftvollen Buch basiere, aber auch, weil er Haneke widerspiegele.
Auf der Seite The Last Exit wurde festgestellt, dass Hanekes sorgfältige und originalgetreue filmische Adaption von Kafkas Buch es schaffe, die surreale, paranoide, mysteriöse, existenzielle und erstickende Atmosphäre einzufangen. Ein freundloser Mann werde von den Einheimischen bekämpft, wate durch absurde Regeln, Hierarchien, begegne sozialen Hindernissen und Ineffizienzen und stelle fest, dass er seinem Ziel niemals näherkomme. Der Film springe zwischen den Szenen und ende unvollendet wie das Buch.
Christian Schön von Filmstarts schrieb, „gäbe es beim Film analog zur Musik die Einteilung in U-Filme und E-Filme, also in solche, die unterhaltend und solche, die ernst sind, Michael Hanekes Werke würden fast ausnahmslos in die Sparte E-Filme fallen. So auch die Literaturverfilmung Das Schloss nach dem gleichnamigen Romanfragment von Franz Kafka.“ Haneke treffe mit seiner Adaption „den Kern kafkaesker Situationen viel eher, da diese auf ähnliche Weise glasklar und mysteriös zugleich“ seien. Allerdings fehle „dem Film als Ganzem die Eigenständigkeit unabhängig vom Buch“. Der Film reihe sich „fast nahtlos in die Ästhetik seiner früheren Filme ein“, heißt es weiter, und ein „eher unterkühlter Duktus“ spiegele sich „auf mehreren Ebenen der filmischen Gestaltung wider“. Dadurch, dass eine „musikalische Untermalung der Szenen“ völlig fehle, „wenn nicht zufällig Musik in den Szenen selbst verankert“ sei, bekomme der Film „einen kühl authentisch-realistischen Touch und eine klaustrophobische Enge“. In der Hauptsache seien die Schauspieler, „allen voran Ulrich Mühe und Susanne Lothar, mit ihrer dezent teilnahmslosen Art zu spielen an der spezifischen Wirkung beteiligt“. Als „schwerwiegendes Manko“ empfand Schön die „Einführung einer Erzählstimme aus dem Off“.
Der Kritiker des Filmdienstes sah das im Hinblick auf die Erzählerstimme allerdings anders und führte aus: „Intensive Verfilmung des Romans von Franz Kafka, die den Schwerpunkt auf die zunehmende Resignation und Vereinsamung der – von Ulrich Mühe eindringlich gespielten – Hauptfigur legt. Die angestrebte Werktreue erfährt durch eine Erzählerstimme Unterstützung, die Stellen aus Kafkas Text vorliest und zum Filmgeschehen in ein Spannungsverhältnis setzt.“
Laut Kino.de sei es nur eine „Frage der Zeit“ gewesen, bis Michael Haneke auf Franz Kafka gestoßen sei, „der düstere Filmer auf den noch düstereren Sprachkünstler“. Das „ausweglose Schicksal des Landvermessers K., der sich erfolglos bemüh[e], ins Schloß vorgelassen zu werden, enthüll[e] die kongeniale Verwandtschaft der beiden. Mit eisigen, nachtschweren Bildern verwandel[e] Haneke Kafkas letzten Roman in eine kalte Utopie der Vergeblichkeit, deren unerbittliche Mechanik nur durch die sonore Erzählstimme Udo Samels gemildert“ werde. „Neben der frappierenden Werktreue“ trage vor allem „die erlesene Auswahl der Darsteller (u. a. mit André Eisermann, Otto Grünmandl, Nikolaus Paryla) zur brillanten Geschlossenheit dieser Adaption bei, in der ein herausragender Ulrich Mühe der Figur des K. überraschend viele Kanten“ abgewinne, heißt es abschließend.

### Auszeichnungen
Fernsehfilmfestival Baden-Baden 1998
- Auszeichnung für Michael Haneke mit dem Sonderpreis Regie

Fernsehpreis der Österreichischen Erwachsenenbildung 1998
- Auszeichnung für Michael Haneke mit dem Preis in der Kategorie „Bester Fernsehfilm“

Adolf-Grimme-Preis 1999
- Nominierung für den Adolf-Grimme-Preis in der Kategorie Fiktion & Unterhaltung

### Weitere Verfilmungen
Nach Verfilmungen von 1962, 1968 und 1994 ist dies die vierte und bisher letzte Verfilmung von Kafkas Romanfragment, 
siehe Das Schloß#Verfilmungen.